# Вахер, Лео Фридрихович
Лео (Эвальд) Фридрихович Вахер (Leo (Evald) Vaher; 8 октября 1921, Малупе — 4 мая 1981, Тарту) — советский и эстонский учёный в области животноводства, лауреат Государственной премии СССР (1975).

## Биография
Родился 8 октября 1921 года в д. Малупе дистрикта Алуксне. После начальной школы Килтси (1929—1935) учился в гимназии Вяйке-Маарья (1935—1941). Работал в школе в Сааремаа (1941—1943).
В 1948 году окончил Государственный университет Тарту.
Работал в Эстонском НИИ животноводства и ветеринарии: на опытных станциях Пяривере (1948—1950) и Пийстаоя (1950—1955), младший научный сотрудник (1955—1956), начальник группы разведения крупного рогатого скота (1956—1965), старший научный сотрудник отдела (1965—1968), зав. лабораторией (1968—1972), начальник отдела скотоводства (1972—1980).
С 22 февраля 1980 года на пенсии по инвалидности. С 15 августа того же года работал в лаборатории старшим исследователем.
Кандидатская диссертация:
- Заводское стадо Вяндарской опытной станции и его использование для улучшения крупного рогатого скота чернопестрой эстонской породы : диссертация … кандидата сельскохозяйственных наук : 06.00.00. — Тарту, 1956. — 367 с. : ил.

Доктор сельскохозяйственных наук (1970), профессор (1972). Диссертация:
- Совершенствование крупного рогатого скота эстонской черно-пестрой породы путем отбора и подбора : в 2-х т. : диссертация … доктора сельскохозяйственных наук : 06.00.00. — Тарту, 1970. — 636 с. : ил.

Государственная премия СССР (1975) — за разработку и внедрение прогрессивной технологии в мясном и молочном животноводстве на примере ЭССР.
Государственная премия Эстонской ССР (1980). Заслуженный деятель науки Эстонской ССР (1974).
Умер в Тарту 4 мая 1981 года.
Сочинения:
- Veiste jõudluse tõstmine puhasaretuse teel (1957)
- Eesti mustakirju veisetõug (1965)
- Järglaste järgi hinnatud pullide kataloog (1968)
- Loomakasvatus (1977)
- Об использовании групп крови при подборе пар // Сборник трудов / Эстон. НИИ животноводства.- 1973.- N 31.- С. 13-18.
- О наследуемости аллелей групп крови быков черно-пестрой эстонской породы // Повышение эффективности методов генетики и селекции в животноводстве: Тез. докл. науч. конф,- Байсогала, 1978.- Ч.П.-С. 108—110.